# Centro per la formazione permanente e l'aggiornamento del personale del servizio sanitario
Il CEFPAS - Centro per la formazione permanente e l'aggiornamento del personale del servizio sanitario è un centro di formazione professionale, ente strumentale della Regione Siciliana, sito a Caltanissetta. Istituito con la legge regionale n.30 del 1993, ha iniziato la sua attività nel 1996 All'Art. 20 si conferisce personalità giuridica di diritto pubblico al Centro, le cui attività di formazione sanitaria sono rivolte non solo al territorio siciliano e nazionale ma anche ai paesi in via di sviluppo.
È un ente con personalità giuridica e di diritto pubblico, ma con rapporto di lavoro del personale del Centro di diritto privato.

## Storia
Il primo promotore della struttura è stato l'assessore regionale alla sanità Bernardo Alaimo in carica come assessore dal 1991 al 1992.

Il 9 maggio 1993 il papa Giovanni Paolo II, in visita pastorale a Caltanissetta, visita i locali del centro.
L'istituzione del Centro è del 1993 mentre la successiva attivazione è del 1996, il ritardo è stato dovuto ad una serie di pastoie burocratiche. In seguito, con una successiva legge della Regione Sicilia del 15 maggio 2013, n. 9, all'art. 29, viene abolito il Consiglio di amministrazione ed il Direttore generale del CEFPAS. Con questa modifica le funzioni del consiglio di amministrazione e del direttore generale sono svolte dal Direttore del centro cui sono attribuiti i compiti e le funzioni previsti dalla Legge Regionale 30/93 per gli organi soppressi.
Il primo incarico dirigenziale viene affidato nel gennaio del 1996, con concorso pubblico per titoli, alla Dott.ssa Rosa Pina Frazzica che vanta un curriculum scientifico internazionale di alto profilo.
Nel 2000 il CEFPAS consegue la certificazione ISO 9001/1994 e nel 2002 la certificazione ISO 9001/2000.
Dal mese di ottobre 2004 è operativa una sede distaccata del CEFPAS a Palermo.
Nel dicembre 2019 il CEFPAS ha indetto un concorso pubblico di selezione per la formazione di giovani medici da impiegare nei pronto soccorso con corsi training on the job. Sono previsti nel bando 240 posti per giovani medici non specializzati. I corsi sono divisi in dieci edizioni con 24 posti a disposizione. Successivamente nel gennaio 2020 è iniziato al CEFPAS questo corso di medicina di emergenza urgenza per medici non specializzandi, primo delle dieci edizioni previste del Corso teorico-pratico triennale in Medicina di Emergenza Urgenza – CMEU 2020-2022.

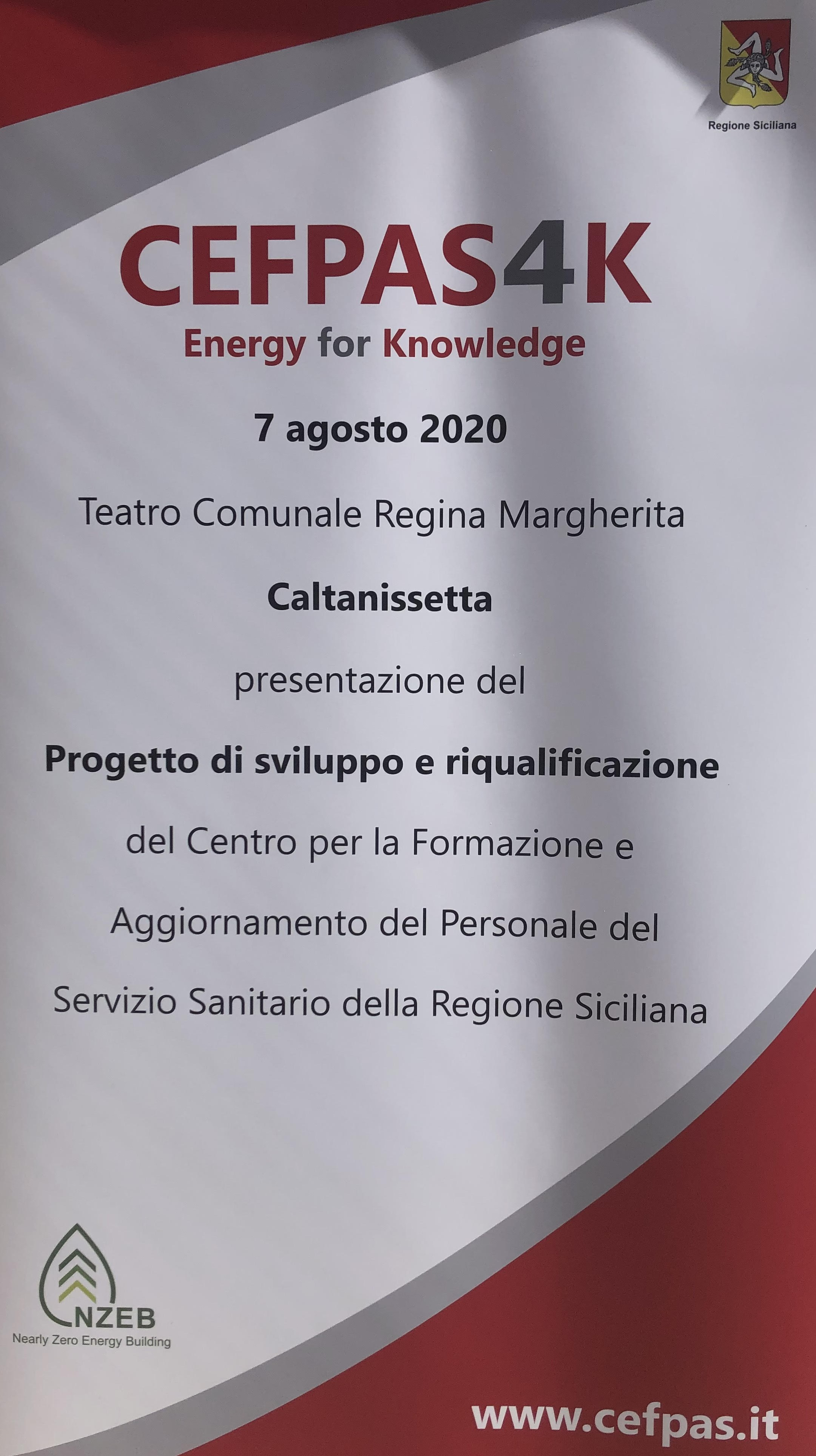
Incontro del 7 agosto 2020 per la presentazione del CeFPAS4K

Il 7 agosto 2020, viene presentato il nuovo piano operativo e strategico del CEFPAS per i prossimi anni: CEFPAS4K, incontro cui sono presenti il Presidente della Regione Sicilia Nello Musumeci e l'Assessore alla Salute della Regione Siciliana Ruggero Razza, insieme alla massime autorità della città e della Sanità regionale. 
In questo piano vengono indicate 4 linee strategiche privilegiate:
1. Internazionalizzazione della formazione,
2. innovazione delle strategie per l’apprendimento,
3. rigenerazione energetica e una
4. maggiore attività di promozione della salute.

Nonché 4 linee operative, che vedono:
1. la Scuola di Medicina Regionale destinata alla formazione dei medici in possesso di abilitazione all’esercizio professionale e non ancora specializzati;
2. l'implementazione della scuola euromediterranea, con particolare riguardo alle politiche di immigrazione;
3. la digitalizzazione didattica e la consultazione delle cartelle cliniche con la prenotazione delle visite specialistiche;
4. il potenziamento del CEMEDIS, che sfrutterà la realtà aumentata virtuale nella medicina, come accade in altre poche realtà all’estero.[19] ciò grazie ad un investimento di circa 20 milioni di €.[20]

Nel corso del 2021 i dipendenti passano da 71 a 116.
Dal 2022 il CEFPAS collabora come ente istituzionale alle attività del Primo parco mondiale dello stile di vita mediterraneo.

## Struttura
La struttura consta di vari padiglioni, più una palestra ed una struttura alberghiera con 26.000 m2 di superfici coperte, ed è dotata di sale convegni e aule per la didattica, laboratori didattici, informatici e linguistici. Il centro è in contrada Sant'Elia a Caltanissetta (Via Mulè); è stato realizzato usando parte degli edifici del previsto e mai completato ospedale psichiatrico, dall'unità sanitaria locale n. 16 di Caltanissetta; è stato finanziato con il Fondo investimenti ed occupazione, per un importo di circa 64 miliardi di lire.
Il centro è dotato di 14 padiglioni a due piani, insieme ad un hotel interno con 130 camere fornite di Wi-Fi; dispone di 185 postazioni PC e 100 stampanti, più vari altri servizi informatici.

## Compiti istituzionali
Secondo la citata la Legge Regionale 30/93, in accordo con l'Assessorato regionale della sanità e limitatamente all'ambito socio-sanitario, il CEFPAS è rivolto:
- alla formazione permanente dei dirigenti del servizio sanitario e all'aggiornamento professionale degli operatori socio-sanitari e della scuola;
- alla creazione di una scuola superiore di sanità per i dirigenti del servizio sanitario;
- alla formazione della educazione alla salute e della prevenzione;
- alla promozione ed educazione alla salute e di medicina preventiva;
- allo svolgimento di convegni scientifici, seminari ed incontri di studio;
- in collaborazione con le università siciliane.

Dal 2013 sono organi dell'ente:
- il direttore del centro;
- il direttore amministrativo,
- il direttore formazione;
- collegio dei revisori.

Il Centro al 23 aprile 2015 ha realizzato più di 11.000 giornate di formazione registrando più di 200.000 presenze. Esso è parte integrante del Sistema sanitario regionale siciliano e opera in stretto raccordo con l'Assessorato regionale della Salute.

## CEMEDIS

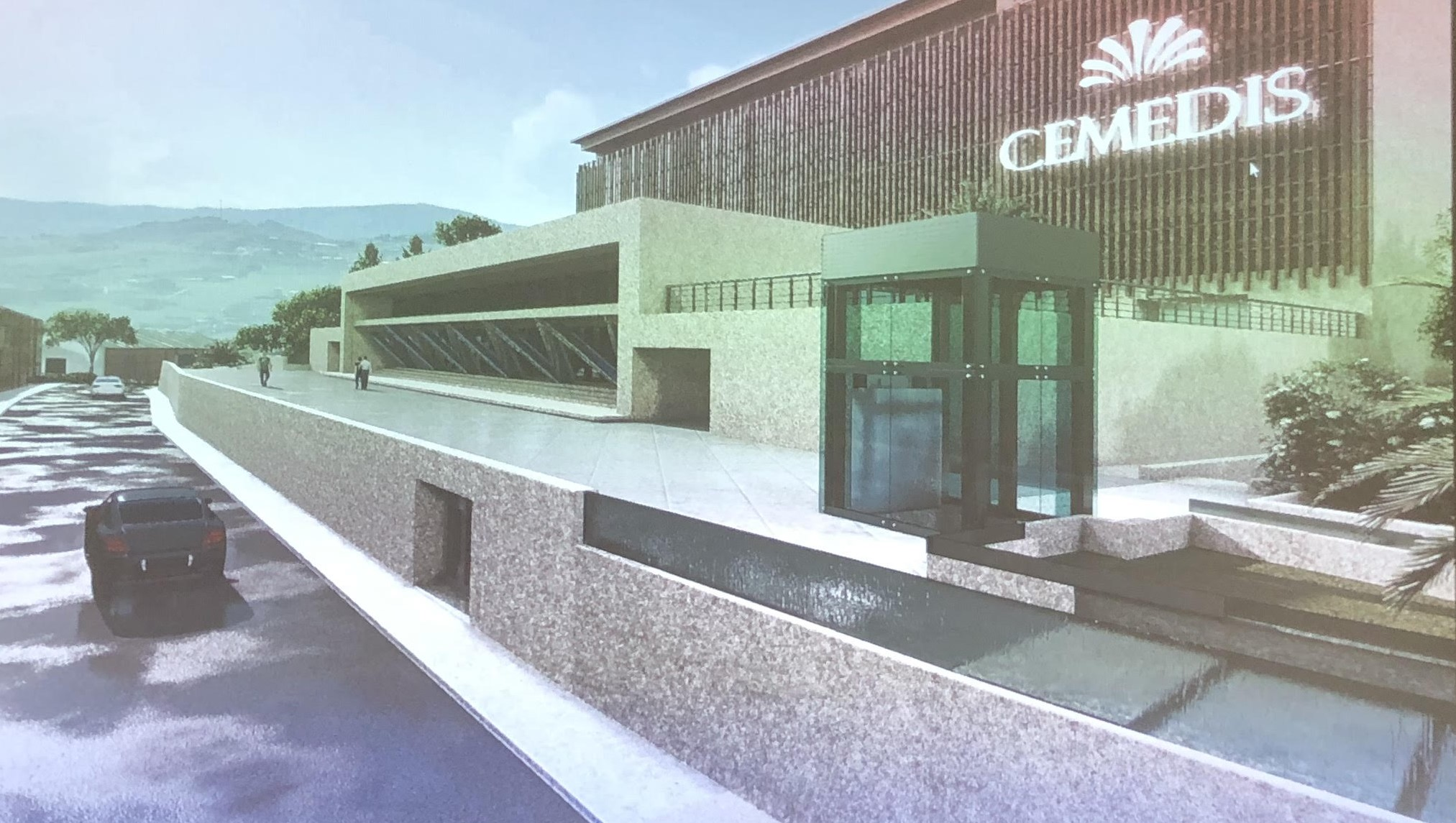
Foto del padiglione del CEMEDIS del CEFPAS di CL

Il Centro Mediterraneo di Simulazione in Medicina CEMEDIS è stato voluto nel 2016 dall'ex direttore Angelo Lomaglio, rappresenta una eccellenza in Italia per la formazione avanzata degli operatori sanitari senza rischi per i pazienti grazie all'utilizzo di simulatori. Il Centro ha l'obiettivo di prevenire e ridurre gli errori medici. L'uso della simulazione per formare il personale è già parecchio diffuso in alcuni settori, come quello dell'aviazione dove i piloti vengono addestrati già da anni con un modello di questo tipo. Il centro di simulazione offre, infatti, la possibilità di mettere in atto procedure anche ad alto rischio in un ambiente senza rischi per il personale e senza coinvolgere i pazienti. Il centro è provvisto di simulatori, sale di regia e robot interattivi. I simulatori e i robot permettono la simulazione di prelievi o di cateterismi, oltre agli strumenti per intubare i malati, per fare elettrocardiogrammi, usare i defibrillatori, sino alla simulazione dei tumori mammari ed anche la simulazione di un parto.
Queste attrezzature sono state acquistate dalla Regione Sicilia nel 2016 con un finanziamento pari a 400.000€. Il CEMEDIS di Caltanissetta fa parte della Società italiana di simulazione in medicina (SIMMED), società della quale fanno parte altri centri simili in Italia. Il SIMMED a sua volta fa parte di una società internazionale di simulazione in medicina la: Society for Simulation in Healthcare (SSH); questa è un'organizzazione no profit fondata nel 2004, con sede a Washington, DC.

## CEFPAS e-learning
Programmi di formazione a distanza e-Learning su piattaforma tecnologica; tra i programmi proposti:
- Attività di Formazione per gli operatori delle "Unità Sanitarie di Continuità Assistenziale Turistica" USCAT.
- Salute e sicurezza negli ambienti di lavoro - Formazione generale.
- Aggiornamento obbligatorio in tema di "Salute e sicurezza negli ambienti di lavoro".
- Salute e sicurezza negli ambienti di lavoro per dirigenti.
- Corso di Formazione per Preposti.
- Trasparenza amministrativa e anticorruzione; adempimenti e responsabilità per le pubbliche amministrazioni.

## CEFPAS-Fad
Programma di Formazione Regionale sul Risk Management disponibile in modalità (blended) mista con presenza in aula e partecipazione online.

## Euro Mediterranean school of health security
Nel novembre 2019 viene assegnata al CEFPAS, con un decreto di affidamento firmato dall'assessore regionale per la Salute, la Euro Mediterranean school of health security.
Il CEFPAS con questo decreto è delegato ad una serie di attività formative riguardanti tra l’altro l’assistenza sanitaria di cittadini stranieri presenti nel territorio regionale e l’assistenza socio-sanitaria dei minori stranieri accompagnati e non.
Nel provvedimento si specifica che il CEFPAS, si occuperà di sanità pubblica veterinaria, della gestione delle emergenze sanitarie e di temi legati alla salute dell'migrazione; inoltre, il CEFPAS è autorizzato ad organizzare per i neo laureati in medicina corsi di formazione in Medicina d'emergenza-urgenza.
In dettaglio con un provvedimento di legge della Regione Sicilia del 15 12 2017 n. 55 e successiva nota prot. 009675 del 02 11 2019, si stabilisce che il CEFPAS si occuperà in modo specifico e non esaustivo della formazione in ambito:
- Sanità pubblica veterinaria
- Epidemiologia e salute pubblica mediterranea
- Gestione sistematizzata delle maxi-emergenze in area mediterranea
- Gestione delle emergenze sanitarie
- Malattie comunicabili
- Malattie non comunicabili: malattie metaboliche, diabete: malattie oncologiche; salute mentale; disabilità
- Salute e immigrazione

## Cronotassi dei direttori
Il direttore del Centro è nominato dalla giunta di governo della Regione Siciliana.
| Direttore           | Professione             | Periodo in carica                  |
| ------------------- | ----------------------- | ---------------------------------- |
| Maria Pina Frazzica | Medico ricercatore      | gennaio 1996 - giugno 2012         |
| Michele Ricotta     | Medico Chirurgo         | agosto 2012 - 2013                 |
| Angelo Lomaglio     | Sindacalista e politico | giugno 2013 - 2018                 |
| Roberto Sanfilippo  | Ingegnere               | 21 novembre 2018 - 10 gennaio 2023 |
| Giovanna Segreto    | Commissario             | 10 gennaio 2023 - 8 maggio 2023    |
| Roberto Sanfilippo  | Ingegnere               | 8 maggio 2023 - in carica          |